# (7846) Setvák
(7846) Setvák est un astéroïde de la ceinture principale.

## Description
(7846) Setvak est un astéroïde de la ceinture principale. Il fut découvert le 16 janvier 1996 à l'Observatoire Kleť par Miloš Tichý. Il présente une orbite caractérisée par un demi-grand axe de 2,35 UA, une excentricité de 0,18 et une inclinaison de 3,5° par rapport à l'écliptique.

## Compléments